# Eustala tridentata
Eustala tridentata là một loài nhện trong họ Araneidae.
Loài này thuộc chi Eustala. Eustala tridentata được Carl Ludwig Koch miêu tả năm 1838.